# Serra dels Estanys
Serra dels Estanys är en bergskedja i Andorra. Den ligger i parroquian Canillo, i den centrala delen av landet. Högsta toppen är Pic de l'Estanyó.
I trakten runt Serra dels Estanys växer i huvudsak gräsmarker.